# Jimmy Douglas (calciatore canadese)
Jimmy Douglas, spesso citato anche come Jim (Falkirk, 6 ottobre 1948), è un ex calciatore scozzese naturalizzato canadese, di ruolo centrocampista.

## Carriera

### Nazionale
Ha partecipato ai Giochi Olimpici nel 1976 rappresentando la nazionale canadese.